# Cái Khế
Cái Khế là một phường thuộc thành phố Cần Thơ, Việt Nam.

## Địa lý
Phường Cái Khế có vị trí địa lý:
- Phía đông giáp tỉnh Vĩnh Long
- Phía tây giáp các phường Bình Thủy, Ninh Kiều, Tân An
- Phía nam giáp phường Hưng Phú
- Phía bắc giáp phường Bình Thủy.

Phường Cái Khế có diện tích 10,04 km², dân số năm 2024 là 57.688 người, mật độ dân số đạt 5.745 người/km².

## Lịch sử
Ngày 20 tháng 9 năm 1975, Bộ Chính trị ban hành Nghị quyết số 245-NQ/TW về việc hợp nhất tỉnh Cần Thơ (ngoại trừ huyện Thốt Nốt), tỉnh Sóc Trăng, tỉnh Trà Vinh, tỉnh Vĩnh Long thành một tỉnh, tên gọi tỉnh mới cùng với nơi đặt tỉnh lỵ sẽ do địa phương đề nghị lên.
Ngày 20 tháng 12 năm 1975, Bộ Chính trị ban hành Nghị quyết số 19/NQ về việc hợp nhất tỉnh Cần Thơ (bao gồm cả huyện Thốt Nốt của tỉnh Long Xuyên), tỉnh Sóc Trăng thành một tỉnh mới, tên gọi tỉnh mới cùng với nơi đặt tỉnh lỵ sẽ do địa phương đề nghị lên.
Ngày 24 tháng 2 năm 1976, Chính phủ Cách mạng lâm thời Cộng hòa miền Nam Việt Nam ban hành Nghị định số 3/NQ/1976 về việc hợp nhất tỉnh Cần Thơ, tỉnh Sóc Trăng và thành phố Cần Thơ thành một tỉnh mới, lấy tên là tỉnh Hậu Giang.
Ngày 21 tháng 4 năm 1979, Hội đồng Chính phủ ban hành Quyết định số 174-CP về việc:
- Chia phường Cái Khế thuộc thành phố Cần Thơ thành phường Cái Khế và phường Thới Bình.
- Sáp nhập Khóm 1 của phường An Hòa vào phường Cái Khế.

Ngày 26 tháng 12 năm 1991, Quốc hội ban hành Nghị quyết về việc chia tỉnh Hậu Giang thành tỉnh Cần Thơ và tỉnh Sóc Trăng.
Ngày 26 tháng 11 năm 2003, Quốc hội ban hành Nghị quyết số 22/2003/QH11 về việc chia tỉnh Cần Thơ thành thành phố Cần Thơ trực thuộc trung ương và tỉnh Hậu Giang.
Ngày 2 tháng 1 năm 2004, Chính phủ ban hành Nghị định số 05/2004/NĐ-CP về việc:
- Giải thể thành phố Cần Thơ cũ thuộc tỉnh Cần Thơ cũ.
- Thành lập quận Ninh Kiều thuộc thành phố Cần Thơ.
- Chuyển phường An Hòa và phường Cái Khế thuộc thành phố Cần Thơ về quận Ninh Kiều mới thành lập quản lý.

Ngày 6 tháng 11 năm 2007, Chính phủ ban hành Nghị định số 162/2007/NĐ-CP về việc thành lập phường Bùi Hữu Nghĩa thuộc quận Bình Thủy trên cơ sở điều chỉnh 637,12 ha diện tích tự nhiên và 11.185 nhân khẩu của phường An Thới.
Ngày 12 tháng 6 năm 2025, Quốc hội ban hành Nghị quyết số 202/2025/QH15 về việc sắp xếp đơn vị hành chính cấp tỉnh (nghị quyết có hiệu lực từ ngày 12 tháng 6 năm 2025). Theo đó, sáp nhập tỉnh Hậu Giang và tỉnh Sóc Trăng vào thành phố Cần Thơ.
Ngày 16 tháng 6 năm 2025:
- Quốc hội ban hành Nghị quyết số 203/2025/QH15[12] về việc Sửa đổi, bổ sung một số điều của Hiến pháp nước Cộng hòa xã hội chủ nghĩa Việt Nam. Theo đó, kết thúc hoạt động của đơn vị hành chính cấp huyện trong cả nước từ ngày 1 tháng 7 năm 2025.
- Ủy ban Thường vụ Quốc hội ban hành Nghị quyết số 1668/NQ-UBTVQH15[13] về việc sắp xếp các đơn vị hành chính cấp xã của thành phố Cần Thơ năm 2025 (nghị quyết có hiệu lực từ ngày 16 tháng 6 năm 2025). Theo đó, thành lập phường Cái Khế thuộc thành phố Cần Thơ trên cơ sở toàn bộ 1,79 km² diện tích tự nhiên, quy mô dân số là 27.271 người của phường An Hòa; toàn bộ 6,42 km² diện tích tự nhiên, quy mô dân số là 30.087 người của phường Cái Khế thuộc quận Ninh Kiều và điều chỉnh 1,83 km² diện tích tự nhiên, quy mô dân số là 330 người của phường Bùi Hữu Nghĩa thuộc quận Bình Thủy.

Phường Cái Khế có 10,04 km² diện tích tự nhiên và quy mô dân số là 57.688 người.